# Andrijan Nikolajev
Andrijan Grigorjevitj Nikolajev (russisk: Андриян Григорьевич Николаев, tr. Andrijan Grigorevitj Nikolajev; født 5. september 1929 i Sjorsjely, Tjuvasjskaja ASSR, Sovjetunionen, død 3. juli 2004 i Tjeboksary, Rusland) var en sovjetisk kosmonaut. 

## Karriere
- Kosmonaut 1960
- Rumflyvninger
  - Vostok 3
  - Sojuz 9
- Backup
  - Vostok 2
  - Sojuz 8
- Ophør som kosmonaut 26. januar 1982.

Nikolajev var den tredje sovjetiske kosmonaut i rummet. På begge rumflyvninger satte han rekord for ophold i rummet.
Den 3. november 1963 giftede han sig med Valentina Teresjkova, den første kvinde i rummet (se Vostok 6). De fik en datter, Elena Andrionova, før deres ægteskab brød sammen. De blev skilt i 1982.
Et månekrater, Nikolajev, er opkaldt efter ham.
 Der er for få eller ingen kildehenvisninger i denne artikel, hvilket er et problem. Du kan hjælpe ved at angive troværdige kilder til de påstande, som fremføres i artiklen.

| Rumfart | Spire Denne artikel om rumfart er en spire som bør udbygges. Du er velkommen til at hjælpe Wikipedia ved at udvide den. |

1. ↑  Navnet er anført på engelsk og stammer fra Wikidata hvor navnet endnu ikke findes på dansk.